# ألون حزان
الون حزان (بالعبرية: אלון חזן‏) هو مدرب كرة قدم ولاعب كرة قدم إسرائيلي في مركز الوسط، ولد في 14 سبتمبر 1967 في أسدود في إسرائيل. شارك مع منتخب إسرائيل لكرة القدم. أما مع النوادي، فقد لعب مع مكابي حيفا ونادي أسدود ونادي واتفورد وهابوعيل تل أبيب.

## وصلات خارجية
- ألون حزان على موقع الاتحاد الدولي (مؤرشف)  (الإنجليزية)
- ألون حزان على موقع الاتحاد الأوربي (الإنجليزية)
- ألون حزان على موقع قاعدة بيانات كرة القدم.إي يو (الإنجليزية)
- ألون حزان على موقع ناشيونال فوتبول تيمز (الإنجليزية)
- ألون حزان على موقع Soccerbase.com (لاعب) (الإنجليزية)
- ألون حزان على موقع عالم كرة القدم.نت (الإنجليزية)